# Strimhuvad sparv
Strimhuvad sparv (Peucaea ruficauda) är en fågel i familjen amerikanska sparvar inom ordningen tättingar. Den förekommer i Centralamerika från Mexiko till Costa Rica.

## Kännetecken

### Utseende
Strimhuvad sparv är en rätt stor (15,5–18 cm) och långstjärtad sparv. Den adulta fågeln har svart huvud med breda vita hjässband och ovanför ögat. Nacken är grå och resten av ovansidan ljusbrun, på ryggen svartstreckad. Övergump och stjärt är ostreckad brunbeige. Skuldrorna är roströda och vingpennorna beigekantade. Undersidan är vit, på flankerna mer åt beige och på bröstet grått. 
Ungfåglar har mer otydlig huvudteckning med brun grundfärg och streckat bröst. De olika populationerna skiljer sig något åt, där fåglar i norr är relativt stora och ljusa jämfört med de i söder.

### Läten
Hanens sång som avges från en exponerad sittplats består av torra tunna toner. Den varierar geografiskt, där nominatformens består av en torr drill, medan fåglar i norr sjunger en serie med dubbla toner återgivna i engelsk litteratur som "pechew".

## Utbredning och systematik
Strimhuvad sparv delas in i fem underarter med följande utbredning:
- Peucaea ruficauda acuminata – förekommer i arida nordvästra Mexiko (från södra Durango till sydöstra Guerrero och södra Puebla
- Peucaea ruficauda lawrencii – förekommer i Mexiko söder om Tehuantepecnäset (i Oaxaca och västra Chiapas)
- Peucaea ruficauda connectens – förekommer i östra Guatemala (Río Motagua-dalen)
- Peucaea ruficauda ibarrorum – förekommer i Guatemala
- Peucaea ruficauda ruficauda – förekommer från sydöstra Guatemala till nordvästra Costa Rica

Underarten ibarrorum inkluderas ofta i ruficauda.

### Släktestillhörighet
Tidigare placerades arten i släktet Aimophila, men genetiska studier visar att arterna i släktet inte är varandras närmaste släktingar.

### Familjetillhörighet
Tidigare fördes de amerikanska sparvarna till familjen fältsparvar (Emberizidae) som omfattar liknande arter i Eurasien och Afrika. Flera genetiska studier visar dock att de utgör en distinkt grupp som sannolikt står närmare skogssångare (Parulidae), trupialer (Icteridae) och flera artfattiga familjer endemiska för Karibien.

## Levnadssätt
Strimhuvad sparv är vanlig i buskig savann och skogsbryn från havsnivån till 1800 meters höjd i norr och 800 meter i Costa Rica. Fågeln födosöker på marken huvudsakligen efter gräsfrön, men kan också ta små insekter och spindlar. Den ses ofta i familjegrupper eller flockar med upp till sju fåglar.
Honan bygger ett djupt skålformat bo som placeras upp till 1,2 meter ovan mark i en taggbuske. Däri läggs två till fyra ofläckade ljusblå ägg som ruvas i tolv till 14 dagar. Hela familjegruppen hjälps åt att mata ungarna. De tar också nattkvist tätt tillsammans. 

## Status och hot
Arten har ett stort utbredningsområde och en stor population med stabil utveckling. Utifrån dessa kriterier kategoriserar IUCN arten som livskraftig (LC). Beståndet uppskattas till i storleksordningen 500 000 till fem miljoner vuxna individer.